# Liaoxyela antiqua
Liaoxyela antiqua (лат.) — ископаемый вид пилильщиков рода Liaoxyela из семейства Xyelidae. Обнаружен в нижнемеловых отложениях Китая (северо-восток Китая, провинция Ляонин, Huangbanjigou, Shangyuan Town, Yixian Formation, барремский ярус, около 125 млн лет). Длина тела 9,2 мм, длина переднего крыла 6,4 мм.
Вид Liaoxyela antiqua был впервые описан в 2000 году китайскими энтомологами Х. Чжаном и Ж. Чжаном (H. C. Zhang, J. F. Zhang, Китай) вместе с видами Angaridyela endemica, A. robusta, A. suspecta, A. exculpta, Ceratoxyela decorosa, Heteroxyela ignota, Lethoxyela excurva, L. vulgata, Isoxyela rudis, Sinoxyela viriosa.
Включён в состав рода Liaoxyela и трибы Angaridyelini (Macroxyelinae). Сестринские таксоны: Angaridyela, Baissoxyela, Ceratoxyela, Lethoxyela, Nigrimonticola, Ophthalmoxyela.